# Sciapus matilei
Sciapus matilei är en tvåvingeart som beskrevs av Negrobov 1973. Sciapus matilei ingår i släktet Sciapus och familjen styltflugor. Inga underarter finns listade i Catalogue of Life.